# The College Dropout
A The College Dropout Kanye West amerikai rapper és producer debütáló stúdióalbuma, amely 2004. február 10-én jelent meg a Roc-A-Fella Records és a Def Jam Recordings kiadókon keresztül. A kiadás előtti években West producerként dolgozott és olyan előadók méltatták munkáját, mint Jay-Z és Talib Kweli, de nehezen fogadták el előadóként is. Hogy rapper lehessen, aláírt egy szerződést a Roc-A-Fella-val és 1999-ben kezdve felvette az albumot négy év alatt.
A The College Dropout producere főként West volt és bemutatta chipmunk soul zenei stílusát, amelyen felgyorsított hangmintákat használt fel, soul és R&B albumokról. A lemezen közreműködött Jay-Z, Mos Def, Jamie Foxx, Syleena Johnson és Ludacris is. Elhagyva az akkor domináns gengszter rapper személyiséget és a családjáról, hitéről, rasszizmusról és egyetemi életről írt.
A The College Dropout második helyen debütált a Billboard 200-on, 441 ezer eladott példánnyal. Nagyon sikeres volt, West legtöbbet eladott albuma volt, 2020 novemberére 4 millió példány kelt el belőle. Az albumról öt kislemez jelent meg, amelyek közé tartozott a Through the Wire, a Jesus Walks, az All Falls Down és a Slow Jamz.
A kritikusok méltatták West produceri munkáját, érzelmes szövegeit, a zenei egyensúlyt megtartva a mainstream zene és az önelemzés között. Az album több díjat is elnyert, a 2005-ös Grammy-gálán jelölték az Év albuma és az Év rapalbuma díjra is, amelyből az utóbbit el is nyerte. Több publikáció is azóta minden idők egyik legjobb albumának választotta, mint a Rolling Stone és az NME, amelyek 74. és 273. helyre helyezték listáikon. Sokat segített a chipmunk soul elterjesztésében a 2000-es években.

## Számlista
|     | Cím                    | Hossz |
| --- | ---------------------- | ----- |
| 1.  | Intro                  | 0:19  |
| 2.  | We Don't Care          | 3:59  |
| 3.  | Graduation Day         | 1:22  |
| 4.  | All Falls Down         | 3:43  |
| 5.  | I'll Fly Away          | 1:09  |
| 6.  | Spaceship              | 5:24  |
| 7.  | Jesus Walks            | 3:13  |
| 8.  | Never Let Me Down      | 5:24  |
| 9.  | Get Em High            | 4:49  |
| 10. | Workout Plan           | 0:46  |
| 11. | The New Workout Plan   | 5:22  |
| 12. | Slow Jamz              | 5:16  |
| 13. | Breathe In Breathe Out | 4:06  |
| 14. | School Spirit Skit 1   | 1:18  |
| 15. | School Spirit          | 3:02  |
| 16. | School Spirit Skit 2   | 0:43  |
| 17. | Lil Jimmy Skit         | 0:53  |
| 18. | Two Words              | 4:26  |
| 19. | Through the Wire       | 3:41  |
| 20. | Family Business        | 4:38  |
| 21. | Last Call              | 12:40 |

### 2005-ös Japán különkiadás
| Bónusz | Bónusz                               | Bónusz | Bónusz | Bónusz | Bónusz | Bónusz | Bónusz | Bónusz | Bónusz |
|        | Cím                                  | Hossz  |        |        |        |        |        |        |        |
| ------ | ------------------------------------ | ------ | ------ | ------ | ------ | ------ | ------ | ------ | ------ |
| 22.    | Heavy Hitters (GLC közreműködésével) | 3:01   |        |        |        |        |        |        |        |
| 80:08  |                                      |        |        |        |        |        |        |        |        |

| Bónusz CD | Bónusz CD                                                                         | Bónusz CD    | Bónusz CD | Bónusz CD | Bónusz CD | Bónusz CD | Bónusz CD | Bónusz CD | Bónusz CD |
|           | Cím                                                                               | Producer(ek) | Hossz     |           |           |           |           |           |           |
| --------- | --------------------------------------------------------------------------------- | ------------ | --------- | --------- | --------- | --------- | --------- | --------- | --------- |
| 1.        | We Don't Care (Reprise) (Keyshia Cole közreműködésével)                           |              | 2:57      |           |           |           |           |           |           |
| 2.        | Jesus Walks (Remix) (Mase és Common közreműködésével)                             |              | 4:58      |           |           |           |           |           |           |
| 3.        | It's Alright (Mase és John Legend közreműködésével)                               |              | 3:51      |           |           |           |           |           |           |
| 4.        | The New Workout Plan (Remix) (Fonzworth Bentley, Luke és Twista közreműködésével) |              | 4:02      |           |           |           |           |           |           |
| 5.        | Two Words (Cinematic) (The Harlem Boys Choir közreműködésével)                    |              | 4:06      |           |           |           |           |           |           |
| 6.        | Never Let Me Down (Cinematic)                                                     |              | 5:16      |           |           |           |           |           |           |
| 25:07     |                                                                                   |              |           |           |           |           |           |           |           |

### Feldolgozott dalok
- We Don’t Care: I Just Wanna Stop, szerezte: Ross Vannelli, előadta: The Jimmy Castor Bunch.
- All Falls Down: Mystery of Iniquity, szerezte és előadta: Lauryn Hill.
- Spaceship: Distant Lover, szerezte: Marvin Gaye, Gwen Gordy Fuqua és Sandra Greene, előadta: Marvin Gaye.
- Jesus Walks: Walk with Me, előadta: The ARC Choir; (Don’t Worry) If There’s a Hell Below, We’re All Going to Go, szerezte és előadta: Curtis Mayfield.
- Never Let Me Down: Maybe It’s the Power of Love, szerezte: Michael Bolton és Bruce Kulick, előadta: Blackjack.
- Slow Jamz: A House Is Not a Home, szerezte: Burt Bacharach és Hal David, előadta: Luther Vandross.
- School Spirit: Spirit in the Dark, szerezte és előadta: Aretha Franklin.
- Two Words: Peace & Love (Amani Na Mapenzi) – Movement IV (Encounter), szerezte: Lou Wilson, Ric Wilson és Carlos Wilson, előadta: Mandrill.
- Through the Wire: Through the Fire, szerezte: David Foster, Tom Keane és Cynthia Weil, előadta: Chaka Khan.
- Family Business: Fonky Thang, szerezte: Terry Callier és Charles Stepney, előadta: The Dells.
- Last Call: Mr. Rockefeller, szerezte: Jerry Blatt és Bette Midler, előadta: Bette Midler.

## Díjak és jelölések
| Év   | Díjátadó                            | Kategória               | Eredmény | For.   |
| ---- | ----------------------------------- | ----------------------- | -------- | ------ |
| 2004 | American Music Awards               | Kedvenc R&B/Hiphopalbum | Jelölve  | [ 4 ]  |
| 2004 | Billboard Music Awards              | Az év R&B/Hiphop albuma | Jelölve  | [ 5 ]  |
| 2004 | MOBO Awards                         | Legjobb album           | Elnyerte | [ 6 ]  |
| 2004 | The Source Awards                   | Az év albuma            | Elnyerte | [ 7 ]  |
| 2004 | Teen Choice Awards                  | Az év albuma            | Elnyerte | [ 7 ]  |
| 2005 | Grammy-díj                          | Az év albuma            | Jelölve  | [ 8 ]  |
| 2005 | Grammy-díj                          | Legjobb rap album       | Elnyerte | [ 8 ]  |
| 2005 | Groovevolt Music and Fashion Awards | Az év albuma            | Elnyerte | [ 9 ]  |
| 2005 | Groovevolt Music and Fashion Awards | Legjobb hiphopalbum     | Elnyerte | [ 9 ]  |
| 2005 | NAACP Image Awards                  | Kiemelkedő album        | Jelölve  | [ 10 ] |

## Közreműködő előadók
| - John Legend – vokál (3), további vokál (2, 6, 7, 11, 21), háttérének (8), zongora (3) - DeRay – további vokál (1, 5, 14, 16, 17) - Tony Williams – további vokál (5, 6, 15, 17, 21) - Sumeke Rainey – további vokál (9, 11) - Tracie Spencer – további vokál (12), háttérének (8) - Riccarda Watkins – további vokál (2) - Candis Brown – további vokál (10) - Brandi Kuykenvall – további vokál (10) - Tiera Singleton – további vokál (10) - Aisha Tyler – további vokál (12) - Thomasina Atkins – további vokál (20) - Linda Petty – további vokál (20) - Beverly McCargo – további vokál (20) - Lavel Mena – további vokál (20) - Thai Jones – további vokál (20) - Kevin Shannon – további vokál (20) - Tarey Torae – további vokál (20) - Rude Jude – további vokál (22) - Terence Hardy – "gyerek" vokál (2) - Diamond Alabi-Isama – "gyerek" vokál (2) - James "JT" Knight – "gyerek" vokál (2) - Keyshia Cole – háttérének (2) - Ervin "EP" Pope – billentyűk (8, 12), zongora (5, 11, 17, 21) - Glenn Jefferey – gitárok (8, 12, 21) - Keenan "Kee-note" Holloway – basszus (8, 12), további basszus (21) - Frank Walker – ütőhangszer (3, 8, 12) - Ken Lewis – akusztikus gitár (4), hangminták (8), további hangszerelés (20), gitár, basszus, billentyűk, ütőhangszer, ének (21) - Eric "E-Bass" Johnson – gitárok (4, 11) - Bosko – talkbox (11) - Keith Slattery – billentyűk (18) - Scott Ward – basszusgitár (19) - Josh Zandman – zongora (20) - Miri Ben-Ari – hegedű producer, szerző, hangszerelés és előadás (2, 3, 7, 11, 13, 18, 22) | - Rabeka Tunei – felvételek (1, 4–6, 8, 10, 14–17, 20, 21) - Eugene A. Toale – felvételek (2, 3, 7, 11, 13, 22) - Andrew Dawson – felvételek (6, 7, 11, 15) - Anthony Kilhoffer – felvételek (3, 8, 9) - Tatsuya Sato – felvételek (4, 6, 7) - Rich Balmer – felvételek (2, 22) - Brent Kolatalo – felvételek (8, 21), asszisztens hangmérnök (22) - Keith Slattery – felvételek (11, 18) - Jacob Andrew – felvételek (13, 20) - Gimel "Guru" Keaton – felvételek (8) - Jacelyn Parry – felvételek (8) - Michael Eleopoulos – felvételek (9) - Dave Dar – felvételek (9) - Jason Rauhoff – felvételek (13) - Marc Fuller – felvételek (18) - Carlisle Young – felvételek (18) - Francis Graham – felvételek (19) - Manny Marroquin – keverés (1–10, 12–17, 19–21) - Jared Lopez – keverés (11) - Mike Dean – keverés (18) - Ken Lewis – keverés (22) - Eddy Schreyer – master - Danny Clinch – fényképész - Eric Duvauchelle – művészeti igazgató és design - Mike Godshall – művészeti igazgató és design - Jim Morris – művészeti igazgató és design - Stephanie Reynolds – művészeti igazgató és design - Lauri Rowe – művészeti igazgató és design - Bobby Naugle – Dropout Bear logó - Sam Hansen – Dropout Bear logó |

## Slágerlisták
| Év   | Slágerlista                           | Legmagasabb pozíció |
| ---- | ------------------------------------- | ------------------- |
| 2004 | Francia Albumok (SNEP)                | 98                  |
| 2004 | Német Albumok (Offizielle Top 100)    | 77                  |
| 2004 | Norvég Albumok (VG-lista)             | 27                  |
| 2004 | Holland Albumok (Album Top 100)       | 53                  |
| 2004 | Ír Albumok (IRMA)                     | 13                  |
| 2004 | Svéd Albumok (Sverigetopplistan)      | 39                  |
| 2004 | Svájci Albumok (Schweizer Hitparade)  | 96                  |
| 2004 | UK Albums (OCC)                       | 12                  |
| 2004 | UK R&B Albums (OCC)                   | 2                   |
| 2004 | US Billboard 200                      | 2                   |
| 2004 | US Top R&B/Hip-Hop Albums (Billboard) | 1                   |
| 2007 | US Top Catalog Albums (Billboard)     | 3                   |
| 2014 | US Vinyl Albums (Billboard)           | 13                  |

| Év   | Slágerlista                           | Pozíció |
| ---- | ------------------------------------- | ------- |
| 2004 | UK Albums (OCC)                       | 34      |
| 2004 | US Billboard 200                      | 12      |
| 2004 | US Top R&B/Hip-Hop Albums (Billboard) | 4       |
| 2004 | Világszerte (IFPI)                    | 21      |
| 2005 | US Billboard 200                      | 176     |
| 2005 | US Top R&B/Hip-Hop Albums (Billboard) | 94      |
| 2016 | Australian Urban Albums (ARIA)        | 94      |

| Slágerlista (2000–2009) | Pozíció |
| ----------------------- | ------- |
| US Billboard 200        | 155     |

## Minősítések
| Régió                    | Minősítés  | Példányszám |
| ------------------------ | ---------- | ----------- |
| Kanada (Music Canada)    | Platina    | 100,000^    |
| Dánia (IFPI Denmark)     | Platina    | 20,000      |
| Új-Zéland (RMNZ)         | Arany      | 7,500^      |
| Egyesült Királyság (BPI) | 2× Platina | 600,000^    |
| Egyesült Államok (RIAA)  | 4× Platina | 3,358,000   |

## Fordítás
- Ez a szócikk részben vagy egészben a The College Dropout című angol Wikipédia-szócikk ezen változatának fordításán alapul.  Az eredeti cikk szerkesztőit annak laptörténete sorolja fel. Ez a jelzés csupán a megfogalmazás eredetét és a szerzői jogokat jelzi, nem szolgál a cikkben szereplő információk forrásmegjelöléseként.